# مایکل مدسن
مایکل مدسن (انگلیسی: Michael Madsen؛ ۲۵ سپتامبر ۱۹۵۷ – ۳ ژوئیهٔ ۲۰۲۵) بازیگر، تهیه‌کننده، نویسنده، کارگردان، شاعر و عکاس اهل ایالات متحده آمریکا بود. 
صدای مایکل مدسن نیز در چندین بازی ویدئویی مختلف چون اتومبیل‌دزدی بزرگ ۳، جرم واقعی: خیابان‌های لس آنجلس، درایور ۳، رسوا، مردگان متحرک: فصل دوم و ندای وظیفه: بلک اپس ۲ مورد استفاده قرار گرفته‌است.
او در سال ۲۰۰۱ در موزیک ویدئوی دنیای مرا باشکوه می‌کنی اثر مایکل جکسون و در سال ۲۰۱۴ در موزیک ویدئوی بیوه سیاه اثر ایگی آزالیا و ریتا اورا که بر پایه فیلم بیل را بکش بود، شرکت کرد.
وی با کوئنتین تارانتینو، کارگردان آمریکایی، در فیلم‌های بسیاری همکاری داشت.

## درگذشت
مدسن در ۳ ژوئیهٔ ۲۰۲۵ در خانهٔ خود در ملیبو، کالیفرنیا بر اثر ایست قلبی در سن ۶۷ سالگی درگذشت.

## فیلم‌شناسی
- ستاره بازی
- وایت ایرپ
- خون رینی
- گونه
- گونه ۲
- سگ‌های انباری
- بیل را بکش بخش ۱
- بیل را بکش بخش ۲
- شهر گناه
- سرخ خونی
- هشت نفرت انگیز
- با چنگ و دندان
- دنی براسکو
- ویلی آزاد
- ایگوانا
- رنگ تجاری
- ویلی آزاد ۲: خانه ماجراجویی
- آبشارهای مالهالند
- سکوت
- پول برای هیچ
- ترافیک پوست
- سازنده
- فراتر از قانون
- مشکل محدودیت
- دختر رئیس من
- آخرین فرود
- زمان کشتن
- برنده
- اجازه دهید بازی شروع شود